# Flüster mir ein Liebeslied
Flüster mir ein Liebeslied (jap. ささやくように恋を唄う Sasayaku yō ni Koi o Utau) ist eine Manga-Serie von Eku Takeshima, die seit 2019 in Japan erscheint. Die Yuri-Geschichte über eine Schwärmerei zweier Schülerinnen, aus der sich eine Liebe entwickelt, wurde in mehrere Sprachen übersetzt.
Anfang des Jahres 2023 wurde die Produktion einer Anime-Fernsehserie bekanntgegeben, welche im April 2024 im japanischen Fernsehen startete.

## Inhalt
Auf der Willkommensfeier an ihrer neuen Oberschule ist die quirlige Himari Kino (木野 ひまり) ganz begeistert von der Sängerin der Band, Yori Asanagi (朝凪 依). Sie muss ihr gleich gestehen, wie sehr sie Yori bewundert. Und die ruhige Zwölftklässlerin missversteht es als Liebesgeständnis. Himaris Kindheitsfreundin Miki Mizuguchi, die sie erst auf das Konzert der Band ihrer Schwester Aki mitgebracht hatte, erzählt ihr mehr über Yori. Die ist eigentlich gar nicht in der Band, sondern singt meist allein und zurückgezogen nur für sich und sprang nur für diesen Auftritt ein. Mit Mikis Hilfe findet Himari Yori wieder und das Missverständnis klärt sich auf, als sie erklärt, in Yoris Musik verliebt zu sein. Doch Yori ist enttäuscht. Auch sie war zwar nicht direkt verliebt, wollte sich aber gern auf eine Beziehung einlassen, um neue Erfahrungen zu machen und Liebeslieder schreiben zu können. Und bald merkt sie, dass sie tatsächlich mehr für Himari empfindet. Nun setzt sie alles daran, dass sich die jüngere Schülerin wirklich in sie verliebt. Die lässt sich darauf ein, mehr Zeit mit Yori zu verbringen und sie besser kennenzulernen.

## Veröffentlichung
Die Serie erscheint seit dem 18. Februar 2019 im Magazin Comic Yuri Hime beim Verlag Ichijinsha in einzelnen Kapiteln. Gesammelt erscheinen die Kapitel seit Juni 2019 in bisher zehn Bänden (Stand: Dezember 2024). 
Eine deutsche Übersetzung von Verena Maser wird seit November 2022 von Tokyopop in bisher neun Bänden herausgegeben (Stand: Dezember 2024). Im April 2024 erschien ein Starter Pack, das die ersten beiden Bände der Reihe umfasst. Eine englische Fassung erscheint als Whisper Me a Love Song bei Kodansha USA, eine italienische bei Edizioni Star Comics.

## Weitere Umsetzungen

### Anime-Produktion
Die Produktion einer Anime-Fernsehserie wurde offiziell am 13. Januar 2023 angekündigt. Diese entsteht unter der Regie von Akira Mano in den Animationsstudios Cloud Hearts und Yokohama Animation Laboratory. Der ursprüngliche Regisseur Cai Xinya gab seine Position aufgrund seines schlechten Gesundheitszustandes an Mano ab. Für das Drehbuch zeigt sich Hiroki Uchida verantwortlich, Minami Yoshida für das Charakterdesign während Hiroshi Sasaki und Wataru Maeguchi die Serienmusik komponieren.
Ursprünglich sollte der Serienstart im Januar des Jahres 2024 erfolgen, wurde aber aufgrund verschiedener nicht genannter Gründe um drei Monate verschoben. Die erste Episode wurde am 13. April 2024 im japanischen Fernsehen gezeigt. Im nordamerikanischen Raum zeigt die Streamingplattform HiDive die Animeserie im Simulcast. Im deutschsprachigen Raum zeigt ADN die Serie im Simulcast.
Das Lied Follow your arrows, welches in der Vorspannsequenz zu hören ist, wird von der fiktiven Rockband SSGirls gesungen, während die Synchronsprecherin Hana Shimano mit Giftee das Lied in der Abspannsequenz interpretiert.

### Bühnenspiel
Am 5. Mai 2024 wurde angekündigt, dass ein Bühnenspiel basierend auf der Mangareihe erarbeitet wird. Dieses wird zwischen 26. Juli und dem 2. August 2024 in Tokio aufgeführt. In den Hauptrollen sind Yui Watanabe als Himari Kino und Moeka Ishii als Yori Asanagi zu sehen.